# Sclerolaena uniflora
Sclerolaena uniflora är en amarantväxtart som beskrevs av Robert Brown. Sclerolaena uniflora ingår i släktet Sclerolaena och familjen amarantväxter. Inga underarter finns listade i Catalogue of Life.